# Guillaume Thierry
Guillaume Thierry, né le 15 septembre 1986 à Moka, est un athlète mauricien spécialiste des épreuves combinées. Il détient le record de Maurice du décathlon.

## Biographie
Le 15 septembre 2015, jour des 29 ans, il est vainqueur des Jeux africains de Brazzaville, établissant au passage un nouveau record national.

## Palmarès
| Date | Compétition                                   | Lieu        | Résultat | Épreuve   | Points    |
| ---- | --------------------------------------------- | ----------- | -------- | --------- | --------- |
| 2005 | Championnats d'Afrique juniors                | Radès       | 1er      | Décathlon | 6 838 pts |
| 2006 | Championnats d'Afrique                        | Maurice     | 6e       | Décathlon | 6 602 pts |
| 2007 | Jeux africains                                | Alger       | 5e       | Décathlon | 7 186 pts |
| 2009 | Championnats d'Afrique des épreuves combinées | Réduit      | 3e       | Décathlon | 6 968 pts |
| 2010 | Championnats d'Afrique                        | Nairobi     | 3e       | Décathlon | 7 100 pts |
| 2011 | Jeux africains                                | Maputo      | 2e       | Décathlon | 7 481 pts |
| 2011 | Championnats d'Afrique des épreuves combinées | Réduit      | 2e       | Décathlon | 7 444 pts |
| 2012 | Championnats d'Afrique                        | Porto-Novo  | 3e       | Décathlon | 6 995 pts |
| 2012 | Championnats d'Afrique des épreuves combinées | Réduit      | 2e       | Décathlon | 7 356 pts |
| 2013 | Jeux de la Francophonie                       | Nice        | 3e       | Décathlon | 7 511 pts |
| 2014 | Championnats d'Afrique                        | Marrakech   | 2e       | Décathlon | 7 312 pts |
| 2015 | Jeux africains                                | Brazzaville | 1er      | Décathlon | 7 591 pts |
| 2016 | Championnats d'Afrique des épreuves combinées | Réduit      | 1er      | Décathlon | 7 481 pts |

### Records
| Épreuve           | Performance        | Lieu             | Date                      |
| ----------------- | ------------------ | ---------------- | ------------------------- |
| 100 m             | 11 s 22            | Maputo           | 11 septembre 2011         |
| Saut en longueur  | 7,25 m             | Réduit           | 10 avril 2010             |
| Lancer du poids   | 15,25 m            | Réduit           | 16 avril 2010             |
| Saut en hauteur   | 1,92 m             | Bambous Florence | 26 avril 2014 15 mai 2015 |
| 400 m             | 50 s 94            | Antananarivo     | 17 août 2007              |
| 110 m haies       | 14 s 89 (+1,4 m/s) | Bambous          | 14 avril 2012             |
| Lancer du disque  | 47,68 m            | Maputo           | 12 septembre 2011         |
| Saut à la perche  | 5,00 m             | Antananarivo     | 18 août 2007              |
| Lancer du javelot | 64,89 m            | Réduit           | 17 avril 2011             |
| 1 500 m           | 4 min 39 s 97      | Brazzaville      | 14 septembre 2015         |
| Décathlon         | 7 591 pts          | Brazzaville      | 14 septembre 2015         |